# Аз и Дерек
Аз и Дерек (на английски: Life with Derek) е канадски комедиен сериал, който е излъчван в дръжави от целия свят като Канада, САЩ, Австралия, Великобритания, Германия, Франция, Израел, Мексико, Италия, Португалия, България, Испания и Салвадор.

## Сюжет
Внимание:  Текстът по-долу разкрива сюжета на произведението (или части от него)!
В сериала „Аз и Дерек“ се разказва за едно модерно и смесено семейство, с две 15-годишни деца – Кейси Макдоналд (Ашли Легат) и Дерек Вентури (Майкъл Сийтър). Майката на Кейси-Нора Макдоналд (Джой Тънър) има още едно дете – Лизи Макдоналд (Джордан Тодъси). Тя се е развежда и впоследствие се омъжва за Джордж Вентури (Джон Ралтсън). Той има още две деца – Марти Вентури (Ариел Уолер) и Едуин Вентури (Даниъл Магдър). Семейството им е общо от седем души. Дерек постоянно прави номера на Кейси и затова двамата се ненавиждат. Дерек се прави на хладнокръвен и си мисли, че Кейси е откачалката. Но е обратното. Сестрата на Кейси-Лизи ѝ помага винаги. Но когато става дума за нещо, за което с Едуин са се споразумяли – тя отказва да ѝ помогне. Същото е и с Едуин. Но и да казват всички, че се мразят те се обичат.

## „Аз и Дерек“ в България
В България сериалът се излъчван всеки делничен ден по Super 7, като е дублиран на български. Ролите се озвучават от артистите Поликсена Костова, Тамара Войс, Мирослав Цветанов и Сава Пиперов.